# Фондација Картије за примењену уметност
Фондација Картије за примењену уметност, познат једноставно као Фондација Картије, је музеј савремене уметности који се налази у 14. арондисману француске престонице Париза.

## Историја
Фондација је 1984. године основала фирма Картије као центар за савремену уметност који представља експонате афирмисаних уметника, нуди младим уметницима прилику да дебитују и уграђује радове у своју колекцију. Године 1994. преселио се на своју садашњу локацију у стаклену зграду коју је дизајнирао архитекта Прицкерове награде Жан Нувел на месту некадашњег Америчког центра за студенте и уметнике, окружен модерном шумском баштом коју је уредио Лотар Баумгартен . Приземље зграде је високо осам метара (26 стопа) и застакљено са свих страна.
У 2011. години, председник и оснивач Фондације, Ален Доминик Перин, затражио је од Нувела да изради прелиминарне планове за нову базу на Ил Сегин . До 2014. године, фондација је одустала од планова да се пресели на острво и уместо тога је ангажовала Нувела да ради на проширењу својих тренутних просторија.

## Колекција
Музеј приказује експонате савремених и међународних уметника, а тренутно садржи преко 1500 радова више од 350 уметника. Њене колекције обухватају монументална дела као што су Споменик језику Џејмса Ли Бајарса, Гусеница Вима Делвоа, Позадинско двориште Лизе Лу, Ла Волијер ( Авијар ) Жан-Пјера Рејноа и Све што се уздиже мора се конвергирати Саре Се ; дела савремених француских уметника укључујући Винсента Борена, Жерара Гаруста, Рејмона Хејнса, Жан-Мишела Отонијела, Алена Сеша, Пјерика Сорена, Жана Жироа; и дела страних уметника укључујући Џејмса Колемана (Ирска), Томаса Деманда (Немачка), Алаира Гомеса (Бразил), Вилијама Кентриџа (Јужна Африка), Бодиса Исека Кингелеза (Конго), Гиљерма Куитца (Аргентина), Јукио Накагава (Јапан), Хуанг Јонг Пинг (Кина) и Дамијан Петигрев (Канада).